# 怒火狂猴
是一部2024年美國和加拿大合拍的動作驚悚片，由戴夫·帕托執導（導演處女作），帕托、保羅·安古納維拉和約翰·克利共同編劇，其主演包括帕托、沙托·科普利、索比塔·杜里帕拉、西坎達·克爾、維平·夏爾馬、阿什維尼·卡爾塞卡、阿迪提·卡孔特（Adithi Kalkunte）以及馬卡蘭德·戴司潘德。在片中，無情的領導人持續壓迫村民，導致母親遭殺害的一名青年在鍛鍊後展開復仇。
《怒火狂猴》2024年3月11日在西南偏南舉行全球首映，並由環球影業排定2024年4月5日於美國上映。

## 演員
- 戴夫·帕托飾演基德（Kid）
- 沙托·科普利飾演泰格（Tiger）
- 皮托巴許（英语：Pitobash Tripathy）飾演艾方索（Alphonso）
- 西坎達·克爾（英语：Sikandar Kher）飾演拉納·辛格（Rana Singh）
- 維平·夏爾馬（英语：Vipin Sharma）飾演阿爾法（Alpha）
- 索比塔·杜里帕拉（英语：Sobhita Dhulipala）飾演希塔（Sita）
- 阿什維尼·卡爾塞卡（英语：Ashwini Kalsekar）飾演奎妮·卡浦爾（Queenie Kapoor）
- 阿迪提·卡孔特（Adithi Kalkunte）飾演妮拉（Neela）
- 馬卡蘭德·戴司潘德（英语：Makarand Deshpande）飾演巴巴·沙克蒂（Baba Shakti）

## 製作
據2018年10月29日的報導，戴夫·帕托將執導動作驚悚片《怒火狂猴》，成為他的導演處女作。2021年2月3日，沃爾克·貝特曼獲聘擔任作曲家。2021年3月12日，宣布拍攝完成，Netflix購買了該片的全球播映權，該片被業內人士稱為「孟買版《捍衛任務》」。帕托在拍攝前兩週摔斷了腳，並在拍攝期間摔斷了手。
喬登·皮爾看了過該片後覺得值得在院線上映，於是以他的工作室猴掌製作公司名義從Netflix購買了該片播映權，並與環球影業簽訂了發行協議。傑德·庫澤爾取代貝特曼為該片進行配樂工作。

## 發行
《怒火狂猴》於2024年3月11日在西南偏南舉行全球首映，並由環球影業排定2024年4月5日於美國上映。

### 評價
根据評論匯總网站爛番茄汇总的26篇评论文章，88%的评论家给予该作正面评价，平均打分为7.8分（满分10分）。在Metacritic上，根據15位影評人給予69分（滿分100分），這部電影獲得了「普遍好評」。

## 外部連結
- 官方网站
- 互联网电影数据库（IMDb）上《怒火狂猴》的资料（英文）